# Adénopathie médiastinale

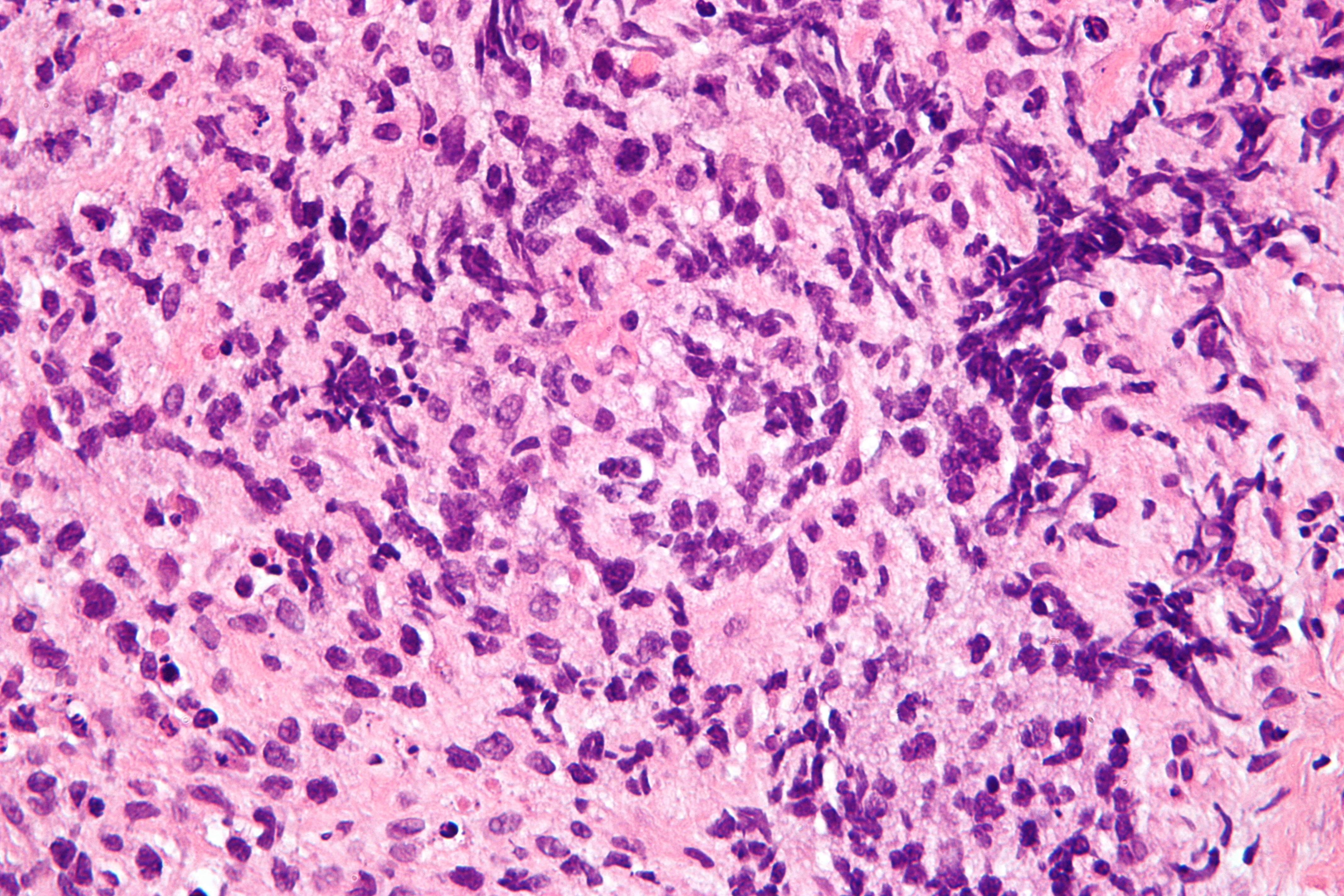
Le lymphome médiastinal primitif à grandes cellules B (PMBCL) est un lymphome agressif à grandes cellules B originaire du médiastin

Une adénopathie médiastinale ou lymphadénopathie médiastinale est une augmentation de la taille d'un ou plusieurs ganglions lymphatiques du médiastin. 
Cet anomalie peut être d'origine infectieuse, dysimmunitaire (sarcoïdose) ou tumorale (lymphome, cancer du poumon).

## Anatomie

### Le médiastin
Le médiastin est la région de la cage thoracique située entre les deux poumons contenant le cœur, l'œsophage, la trachée et les deux bronches souches. De gros vaisseaux sanguins et lymphatiques, ainsi que des nerfs, y passent également. Il est divisé, par convention, en :
- médiastin postérieur, contenant notamment l'œsophage et l'aorte descendante ;
- médiastin moyen, contenant les voies aériennes supérieures : trachée et sa division (carène) ;
- médiastin antérieur contenant le cœur, l'aorte ascendante, les artères pulmonaires et la veine cave supérieure.

Le médiastin contient de nombreuses chaînes ganglionnaires drainant majoritairement les poumons et l'œsophage.

### Chaînes ganglionnaires médiastinales
Les adénopathies médiastinales sont réparties en différentes régions anatomiques, numérotées par convention.

## Exploration
Les adénopathies médiastinales peuvent être explorées de plusieurs manières. Tout d'abord, en imagerie, le scanner avec injection de produit de contraste iodé permet de repérer la localisation des adénopathies. On estime le plus souvent qu'un ganglion est assez volumineux pour être appelé « adénopathie » à partir de 10 mm de petit diamètre.
Lors d'une fibroscopie bronchique, une ponction transbronchique à l'aveugle peut être réalisée. L'échoendoscopie bronchique (EBUS) permet de réaliser un repérage échographique avant la ponction transbronchique, de même que l'échoendoscopie œsophagienne (EUS). Chirurgicalement, une médiastinoscopie permet d'aller réaliser des biopsies plus importantes.

## Étiologies

### Causes bénignes
Les causes bénignes d'adénopathies médiastinales sont dominées par les infections (tuberculose, histoplasmose et coccidioïdomycose), suivies de la sarcoïdose (en particulier chez les jeunes adultes). La sarcoïdose est une maladie auto-immune fréquente qui se manifeste souvent par des adénopathies médiastinales, bilatérales et symétriques, pouvant être associées à une atteinte pulmonaire insterstitielle. L'histiocytose, plus rare, est elle aussi pourvoyeuse d'adénopathies médiastinales. D'autres causes plus rares sont liées à l'inhalation de particules (silicose, amylose ou inhalation de poudre de toner. Certaines défaillances d'organes comme l'insuffisance cardiaque et la BPCO peuvent aussi être en cause.  La maladie de Castleman est elle une tumeur bénigne développée à partir des ganglions.
Certaines infections peuvent être responsables d'adénopathies médiastinales comme la tuberculose, l'histoplasmose, la coccidioïdomycose ou la maladie de Whipple. 
Il existe aussi des adénopathies réactionnelles à des surinfections bronchiques, notamment dans un contexte de dilatation des bronches.

### Causes malignes
Les tumeurs solides des organes intrathoraciques donnent fréquemment des adénopathies médiastinales, qui peuvent être simplement réactionnelles ou envahies par les cellules tumorales. Les cancers du poumon sont très souvent associés à des adénopathies médiastinales au moment du diagnostic, qui doivent faire l'objet d'une biopsie afin d'évaluer au plus près le stade et le traitement le plus adapté. Les thymomes, et surtout les cancers de l'œsophage, sont eux aussi pourvoyeurs d'adénopathies médiastinales.
Certains cancers extra-thoraciques peuvent évoluer sous forme de métastases ganglionnaires médiastinales, comme le cancer du rein.
Dans les hémopathies, les lymphomes sont les premiers pourvoyeurs d'adénopathies médiastinales, qui peuvent être isolées ou associées à des adénopathies périphériques.